# 恋の奴隷
「恋の奴隷」（こいのどれい）は、1969年6月1日に発売された奥村チヨのシングル。1995年7月5日には、「恋の奴隷 '95」として、新録バージョンのシングルが発売された。

## 収録曲

### 1969年版
（全作詞：なかにし礼／作曲：鈴木邦彦／編曲：川口真）
1. 恋の奴隷 [2:55]
2. 眠くなるまで [3:18]

### 1995年版
1. 恋の奴隷 '95 [3:47]
作詞：なかにし礼／作曲：鈴木邦彦／編曲：奥居史生
2. 北国の青い空 '95 [4:06]
作詞：橋本淳／作曲：ザ・ベンチャーズ／編曲：千住明

## カバー
- 都はるみ（1969年11月10日発売の同名アルバムに収録。2014年8月20日にCD化[1]）
- ちあきなおみ（1970年12月10日発売のアルバム『愛は傷つきやすく ちあきなおみ ヒット・ポップスをうたう』に収録。）
- ポピーズ（1977年、曲名は「ソウル恋の奴隷」。シングル）
- ロビン（1994年、シングル「ジェニーはご機嫌ななめ」のカップリング曲として収録[2]。）
- GO!GO!7188（2002年、アルバム『虎の穴』に収録[3]）
- 岩佐美咲（2019年、シングル『恋の終わり三軒茶屋』通常盤A[4]に収録）